# Ледена потера
Ледена потера (енгл. Cold Pursuit) је амерички акциони трилер филм из 2019. године у режији Ханса Питера Моланда којему је ово Холивудски деби. Сценарио потписује Френк Болдвин, док су продуценти филма Фин Гјердрум, Стајн Б. Кво, Мајкл Шамберг и Амет Шукла.  Музику је компоновао Џорџ Фентон. Филм представља римејк норвешког филма По реду нестајања истог режисера.
Насловну улогу тумачи Лијам Нисон као мирни породични мушкарац Нелс Коксман, док су у осталим улогама Том Бејтмен, Том Џексон, Еми Росум, Доменик Ломбардоци, Џулија Џоунс, Џон Домен и Лаура Дерн. Светска премијера филма је била одржана 8. фебруара 2019. у Сједињеним Америчким Државама.
Буџет филма је износио између 60 000 000 долара, а зарада од филма је 76 300 000 долара.

## Радња
Након што је проглашен грађанином године од стране скијалишта Кихо, у Колораду, мирни живот возача плужног чистача снега Нелса Коксмана бива поремећен када његов син Кајл умре од предозирања хероином. Нелсова жена Грејс доживи нервни слом и напусти свог ожалошћеног мужа. На ивици самоубиства, Нелс изненада сазна да су његовог сина убили припадници денверског нарко-картела. Он одлучи да узме правду у сопствене руке, направи кратеж од своје ловачке пушке и убије тројицу припадника картела, бацивши им тела у оближњу реку.
Психопатски вођа картела, Тревор "Викинг" Калкот, у почетку сумња да су та убиства дело његовог ривала Белог Бика, припадника индијанског племена Јута, са којим је до тада успевао да избегне сукоб. Викингови људи убију једног од Бикових гангстера, не знајући да је у питању Биков син јединац. Бик се на његовој сахрани закуне на крвну освету ("сина за сина") и нареди киднаповање Викинговог малолетног сина јединца Рајана.
Нелс затражи савет од свог брата Брока, некадашњег мафијашког утеривача познатог као "Пратилац", и од њега сазна за Викинга. Брок саопшти Нелсу да је за Викингово убиство неопходан ангажман плаћеног убице и у ту сврху препоручи Афроамериканца познатог као "Еским". Еским пристане да убије Викинга за 90.000 долара, али одлучи да извуче још 90.000 од Викинга, саопштивши му да га је Коксман (не прецизирајући који) унајмио да га убије. Викинг прекори Ескима за "недостатак професионалне етике" и убије га. Викинг је убеђен да је Еским под "Коксманом" мислио на Брока Коксмана и одведе га на "последњу вожњу". Пошто је Брок терминални болесник од рака, он преузме одговорност за убиства да би заштитио брата.
Викинг узалуд покушава да спречи рат између два нарко-картела, употребивши једног од својих људи као жртвеног јарца и пославши Белом Бику његову одрубљену главу. Ово није довољно да умири Бика, који се већ заклео на крвну освету, те овај убије курира. У међувремену Нелс киднапује Викинговог сина Рајана из основне школе, представивши му се као приватни возач послат да га покупи, предухитривши у томе Бикову банду. Нелс лепо поступа са дечаком и штити га од насиља које ће уследити, али школски домар открије његов идентитет Викингу. Викинг потом убије домара након овог открића.
Обе банде стигну до Нелсовог радног места и већина је побијена у пуцњави која је уследила. Викинг је заробљен када Нелс баци ишчупано дрво на његов аутомобил, а у прса га упуца Бели Бик. У тренутку смрти пронађе га локална полиција. Док Нелс напушта место догађаја у свом плужном чистачу да би наставио са својим послом, Бели Бик му упадне у кабину и њих двојица се одвезу заједно. Биков последњи преостали утеривач, возећи параглајдер, случајно налети на чистач и погине.

## Улоге
| Глумац             | Улога                  |
| ------------------ | ---------------------- |
| Лијам Нисон        | Нелс Коксман           |
| Том Бејтмен        | Тревор "Викинг" Калкот |
| Том Џексон         | Бели Бик               |
| Еми Росум          | Ким Даш                |
| Доменик Ломбардоци | Мустанг                |
| Џулија Џоунс       | Аја                    |
| Џон Домен          | Џон Џипски             |
| Лаура Дерн         | Грејс                  |